# Pentaphyllus testaceus
Pentaphyllus testaceus  (лат.) — вид жуков-чернотелок. Длина тела взрослых насекомых (имаго) 1,5—2 мм. Булава усиков узкая. Глаза мелкофасеточные. Задние углы переднеспинки тупоугольные, только на вершине коротко округлые. Развиваются в древесной трухе и внутри грибов, которые произрастают на лиственных деревьях, например, трутовике чешуйчатом.